# Salima Hammouche
Salima Hammouche (ur. 17 stycznia 1984 w Bidżaja, w Algierii) – algierska siatkarka grająca na pozycji libero.
Obecnie występuje w drużynie Groupement Sportif Pétroliers Algier.